# Amédée Patu de Rosemont
Pour les articles homonymes, voir Patu de Rosemont, Patu et Rosemont.
Amédée Patu de Rosemont est un peintre français né le 29 juillet 1791 à Saint-Benoît (La Réunion) et mort le 8 juillet 1810 à Saint-Denis (La Réunion).

## Biographie
Amédée Patu de Rosemont est le fils de Jean-Joseph Patu de Rosemont, lui-même aquarelliste. Il est le frère d'Aristide Patu de Rosemont et l'ami de Nicole Robinet de La Serve, tous deux de futurs hommes politiques.
Le 21 septembre 1809, son père est fait prisonnier par les anglais. Il propose aux anglais de prendre sa place qui acceptent. Il meurt le 8 juillet 1810 au combat au fortin de la Redoute lors de la Prise de l'île Bonaparte.